# Promised Land (Chuck Berry)
Promised Land is een songtekst geschreven door Chuck Berry op de melodie van Wabash Cannonball, een Amerikaanse folksong. Het nummer werd in deze versie voor het eerst door Berry opgenomen in 1964 voor zijn album St. Louis to Liverpool. Het werd uitgebracht in december 1964 en was Berry's vierde single na zijn gevangenisstraf voor een veroordeling wegens de Mann Act. De plaat bereikte op 16 januari 1965 een piek op nummer 41 in de Billboard-hitlijsten.